# Лугова Наталія Леонівна
Наталія Леонівна Лугова (8 січня 1952, село Вишневка, тепер Уйського району Челябінської області, Російська Федерація) — радянська діячка, бригадир тваринників колгоспу «Дружба» Уйського району Челябінської області. Член ЦК КПРС у 1990—1991 роках.

## Життєпис
У 1970—1977 роках — доярка колгоспу «Дружба» Уйського району Челябінської області.
Член КПРС з 1973 року.
У 1977—1978 роках — нормувальниця, в 1978—1986 роках — доярка колгоспу «Дружба» Уйського району Челябінської області.
У 1985 році закінчила Троїцький зооветеринарний технікум Челябінської області.
З 1986 року — бригадир тваринників колгоспу «Дружба» Уйського району Челябінської області.
Подальша доля невідома.